# Peperomia putumayoensis
Peperomia putumayoensis är en pepparväxtart som beskrevs av Trel. & Yunck.. Peperomia putumayoensis ingår i släktet peperomior, och familjen pepparväxter. Inga underarter finns listade i Catalogue of Life.